# Bockenheim

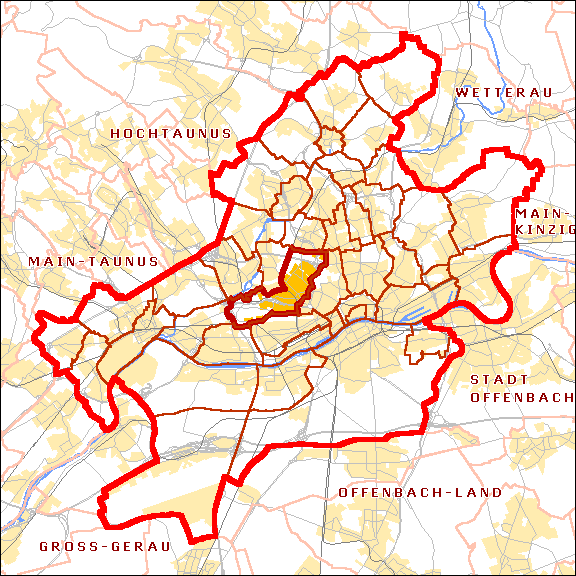
Situación de Bockenheim dentro de Fráncfort

Bockenheim es un distrito o Stadtteil de Fráncfort del Meno, en Hesse, Alemania. Está situado en la zona centro-oeste de la ciudad. Su extensión es de 540 ha, aproximadamente, y su población de 32.000 habitantes, por lo que se trata de uno de los barrios más poblados de la ciudad. Las primeras referencias de la pequeña aldea de Bockenheim datan del año 768 en el Códice de Lorsch; el 1 de abril de 1895 la aldea pasó a formar parte la ciudad.
Uno de los monumentos característicos de este barrio es la torre conocida como Bockenheimer Warte (la 'torre vigía de Bockenheim'), construida en el año 1435 y de estilo gótico. En 1914 fue fundada la Universidad Johann Wolfgang Goethe, lo que provocó un cambio en el aspecto y estructura de las calles vistas hasta el presente. En la actualidad, Bockenheim es el verdadero barrio de estudiantes de la metrópoli del Meno. La universidad cuenta anualmente con más de 40.000 matrículas, por lo que es una de las más grandes de Alemania.
La universidad es colindante con un gran museo de 6000 m² dedicado a las ciencias naturales. El Senckenberg Naturmuseum atesora una vasta colección de pájaros disecados y una gran selección de dinosaurios de tamaño natural. Su colección lo hace uno de los museos más significativos de Europa en el campo de las ciencias naturales.
El barrio también alberga un pequeño centro comercial conocido como Leipziger Strasse: se trata de una calle que ofrece desde tiendas pequeñas hasta las boutiques más nobles. Se celebra un mercado semanal todos los jueves, directamente junto a la Bockenheimer Warte. Los agricultores de las cercanías venden sus especialidades culinarias en este mercado y existe también un mercadillo (en alemán, Schnäppchen).
En la parte antigua del barrio, en las cercanías de la universidad, hay una hilera continua de cafés, restaurantes, bares y boliches. Se trata de una zona donde se concentran muchos estudiantes, de donde resulta una atmósfera bastante juvenil. Debido a sus influencias multiculturales esta zona se demuestra sin cesar en un estado de cambio y variaciones.
El teatro TAT (Theater am Turm) fue un lugar de encuentro especial para sesiones experimentales del mismo, que cerró sus puertas en 2004 por problemas financieros. El teatro se ubicaba en un antiguo depósito de tranvías (Bockenheimer Depot), donde en su época de oro se estrenó, entre otras obras, «Insultos al público» de Peter Handke. Actualmente el edificio sigue usándose como escenario para obras de teatro y óperas.
Bockenheim limita con el Palmengarten (un jardín de palmeras) y el Grüneburgpark, un parque de 27 hectáreas y la tercera área verde más grande de Fráncfort. Gracias al transporte público disponible se encuentra a pocos minutos de Hauptwache y de la Estación Central de Fráncfort.